# Disrupt
Disrupt war eine US-amerikanische Grindcore- und Crust-Punk-Band aus Lynn, Massachusetts. Sie gilt als eine der ersten Bands, die politischen Crust Punk mit Grindcore verbanden.

## Bandgeschichte
Disrupt wurde 1987 in Lynn (Massachusetts) gegründet und existierte von 1987 bis 1994. In dieser Zeit hatte die Band eine ganze Reihe von Mitgliedern, die immer wieder ausgetauscht wurden. Zur Stammbesetzung gehörten zwei Sänger, zwei Gitarristen, ein Bassist und ein Schlagzeuger. 1994 erschien mit Unrest (Relapse Records) das einzige vollständige Musikalbum der Gruppe. Ansonsten veröffentlichte die Band vor allem Split-Veröffentlichungen, Singles und Extended Plays. Nach einer Europatournee löste sich die Gruppe auf Grund persönlicher und musikalischer Differenzen auf. Vier Mitglieder von Disrupt gründeten später die Hardcore-Punkband Grief.
Relapse Records veröffentlichten seitdem eine Reihe von Kompilationen mit älteren Stücken von Disrupt.

## Musikstil
Disrupt spielte eine Mischung aus Discharge-beeinflussten Crust Punk bzw. D-Beat mit diversen Grindcore-Elementen. Musikalisch beeinflusst wurde die Gruppe neben Discharge von Extreme Noise Terror, Crude SS, Chaos U.K., The Varukers und Rattus. Die Texte behandelten gesellschaftliche Probleme und waren aus einem extrem linken, anarchistischen Standpunkt verfasst. Vegetarismus machte einen weiteren Teil der Texte aus. Die Cover der diversen Veröffentlichungen enthielten größtenteils reale Aufnahmen von politischen Demonstrationen, politischen Todesopfern und getöteten Tieren. Auch die Covergestaltung war an Discharge angelehnt.

## Diskografie

### Album
- 1994: Unrest (Relapse Records, LP/CD)

### Kompilationen/Neuauflagen
- 2007: Split mit Straight Edge Kegger (Blastcore Records and Tapes, Picture-7’’)
- 2007: Same (Unrest Records, 10’’)
- 2007: Disrupt Dead (Relapse Records, 3CD-Box + DVD)
- 2007: The Rest (Relapse Records, 2CD)

### Weitere Veröffentlichungen
- 1989: Millions Die for Moneymaking (Eigenvertrieb, MC)
- 1990: Same (Deafcore/Crust Records, EP)
- 1991: Split mit Destroy! (Adversity Records/Break the Chains, Split-7’’)
- 1991: Refuse Planet (Relapse Records, EP)
- 1991: Split mit Tuomiopäivän Lapset (Ecocentric Records, Split-7’’)
- 1991: Smash Divisions (SOA Records, EP)
- 1992: Split mit Taste of Fear (Off the Disk Records, Split-7’’)
- 1992: Split mit Disdain (Desperate Attempt Records, Split-7’’)
- 1992: Split mit Resist (DAM, Split-7’’)
- 1993: People Killing People (Sludge Records, Split-LP mit Sauna)
- 1994: Deprived (Relapse Records, EP)
- 1994: Split mit Warcollapse (Crust Records, Split-7’’)